# Cuásar OVV
Un cuásar OVV (en inglés optically violent variable quasar) es una clase de cuásar violento variable. También es un tipo raro de blazar que consiste en radio-galaxias raras que pueden cambiar rápidamente un 50% en un día. Son muy similares a los objetos Bl Lacs, pero generalmente tienen una línea de emisión más grande y tienden a tener un corrimiento al rojo más alto.

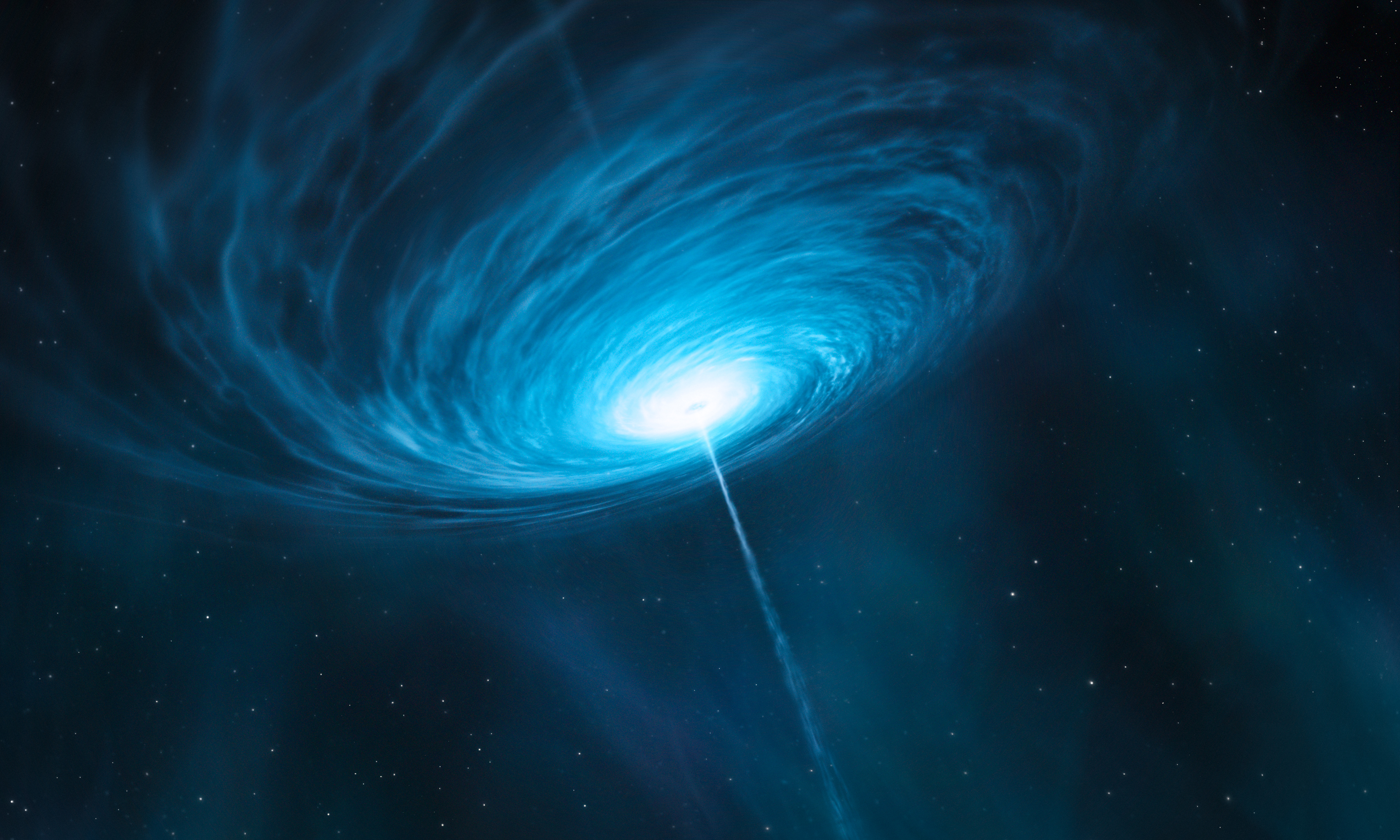
Imagen de un concepto artístico del 3C 279, un cuásar OVV

## Ejemplos
- 3C 279